# ديميتريس سارافاكوس
ديميتريس سارافاكوس (باليونانية: Δημήτρης Σαραβάκος)‏ (مواليد 26 يوليو 1961) هو لاعب كرة قدم. يلعب مع منتخب اليونان لكرة القدم. سبق له أن لعب في كأس العالم لكرة القدم مع منتخب بلاده.

## مسيرته الكروية
لعب ديميتريس سارافاكوس خلال مسيرته الاحترافية مع 3 أندية في عشرون موسمًا وسجل خلالها 181 هدف ضمن 443 مباراة. حيث فاز في ثمانية مواسم بالكأس وفي ثلاثة مواسم بالدوري.
خاض ديميتريس سارافاكوس مسيرته مع نادي بانيونيوس في موسم 1977–78 ليلعب معه سبعة مواسم، مشاركًا في 142 مباراة سجل خلالها 35 هدفًا. ثم انتقل إلى نادي باناثينايكوس في موسم 1984–85 في المرة الأولى ليلعب معه عشرة مواسم ثم في موسم 1997–98 لمدة موسم واحد، حيث شارك طوالها في 254 مباراة سجل خلالها 125 هدف. لينتقل بعدها إلى نادي أيك أثينا في موسم 1994–95 ولمدة موسمين، مشاركًا في 47 مباراة سجل خلالها 21 هدفًا.

## روابط خارجية
- ديميتريس سارافاكوس على موقع الاتحاد الأوربي (الإنجليزية)
- ديميتريس سارافاكوس على موقع قاعدة بيانات كرة القدم.إي يو (الإنجليزية)
- ديميتريس سارافاكوس على موقع ناشيونال فوتبول تيمز (الإنجليزية)
- ديميتريس سارافاكوس على موقع Soccerway.com (الإنجليزية)
- ديميتريس سارافاكوس على موقع عالم كرة القدم.نت (الإنجليزية)